# Peter Tapsell
Ne doit pas être confondu avec Peter Tapsell (homme politique britannique).
Peter Wilfred Tapsell, né le 21 janvier 1930 à Rotorua et mort le 5 avril 2012 à Ruatoria,, est un homme politique, chirurgien et rugbyman néo-zélandais. Il est le premier Maori à présider la Chambre des représentants, de 1993 à 1996.

## Études et débuts
Il naît dans une famille de fermiers relativement pauvres de la baie de l'Abondance, d'un père maori (du peuple Te Arawa) et d'une mère pakeha, ancienne enseignante. Il se qualifie pour étudier la médecine à l'Université d'Otago. Il est membre de l'équipe de rugby à XV de l'université, puis de celle de la province de l'Otago (la meilleure équipe provinciale de rugby des années 1950). Il est vice-capitaine de l'équipe nationale maori de rugby à XV de 1954. Il se rend ensuite au Royaume-Uni pour compléter ses études de médecine, et se qualifie comme chirurgien orthopédiste. Il est le premier chirurgien maori de l'histoire de son pays, où il revient en 1961 pour mettre en place un département d'orthopédie à l'hôpital de Rotorua.
Dans les années 1960, époque de la réaffirmation culturelle maori, il s'intéresse à cette culture. N'ayant pas appris la langue maori dans son enfance, il se l'enseigne. Il s'engage dans la promotion et la préservation de la culture maori, et devient président de l'Institut des arts et métiers maori en 1967. L'année suivante, il est fait membre de l'ordre de l'Empire britannique pour services rendus à la médecine et au peuple maori.

## Carrière politique
Son premier engagement en politique s'effectue au niveau municipal : il exerce deux mandats comme maire-adjoint de Rotorua, chargé du dossier des travaux publics. Il se présente sans succès aux élections législatives de 1975 et de 1978, sous l'étiquette du Parti travailliste, dans la circonscription de Rotorua. Il est finalement élu député de la circonscription de Maori-est, l'une des circonscriptions maori, aux élections législatives de 1981. En 1984 les Travaillistes arrivent au pouvoir, emmenés par David Lange. Tapsell est nommé ministre de l'Intérieur, de la Défense civile et des Arts, jusqu'en 1987 où il devient ministre de la Police, des Ressources forestières, des Loisirs et des sports, et des Terres. En 1989 sous Geoffrey Palmer, il est ministre des Sciences, puis brièvement ministre de la Défense durant le bref mandat de Mike Moore en 1990,.
Aux élections législatives de 1993, le Parti national (centre-droit) conserve de justesse une majorité d'un seul siège à la Chambre des représentants. Il est d'usage que le président de la Chambre soit issu du parti majoritaire. Mais les Nationaux ne souhaitent pas sacrifier leur fragile majorité en nommant l'un de leurs députés à ce poste. (À cette date, contrairement à aujourd'hui, le président ne dispose pas du droit de vote à l'assemblée.) Le Premier ministre Jim Bolger propose la fonction à Peter Tapsell, qui est alors élu à la présidence par ses pairs. Il devient le premier Maori à présider la Chambre, et n'est que le deuxième président de la Chambre de l'histoire à être issu d'un parti d'opposition (après Bill Barnard de 1940 à 1943),.
Tapsell préside la Chambre durant la législature 1993-1996, et y reçoit notamment la reine de Nouvelle-Zélande Élisabeth II, en visite en 1995. Il perd son siège de député, et donc également la présidence de la chambre, aux élections législatives de 1996, au cours desquelles les électeurs dans les circonscriptions maori se détournent du Parti travailliste. Il met alors un terme à sa carrière politique. En 1997 il est fait chevalier de l'ordre du mérite de Nouvelle-Zélande.

## Après la politique
Il se consacre dès lors à sa ferme à Ruatoria, et soutient diverses associations caritatives. Il devient également président d'honneur de l'association Monarchy New Zealand, organisme de promotion et de défense de la monarchie néo-zélandaise.
Il meurt « paisiblement dans son sommeil », à son domicile, le 5 avril 2012.